# Волоконовка
Волоко́новка, Волоконíвка (рос. Волоконовка) — селище міського типу, центр Волоконовського району Бєлгородської області, Росія.
Населення селища становить 11 625 осіб (2008; 12 256 в 2002).

## Географія
Селище розташоване на річці Оскіл, лівій притоці Сіверського Дінця), за 24 км від кордону з Україною.

## Історія
Вперше Волоконовка згадується в 1731 році. Статус смт отримала в 1961 році.

## Економіка
В селищі працюють заводи ремонтно-механічний, цукровий, цегляний, будівельних матеріалів; молочно-консервний комбінат, валяльна фабрика, друкарня.

## Видатні місця
- Братська могила 124 радянським воїнам.
- Пам'ятник Герою Радянського Союзу Курочкіну Т. П..
- Меморіали воїнам-льотчикам та воїнам-землякам.
- Алея Героїв Радянського Союзу.

## Особистості
- Мямліна Людмила Іванівна — українська зоотехнік-селекціонерка, Герой Соціалістичної Праці.
- Тищенко Пантелеймон Лаврентійович — український живописець.